# Richard Jordan Gatling
Pour les articles homonymes, voir Gatling.
Le docteur Richard Jordan Gatling, né le (12 septembre 1818 dans le comté de Hertford en Caroline du Nord, et mort le 26 février 1903 à New York, est un inventeur américain notamment célèbre pour la création de la mitrailleuse Gatling.

## Biographie
Il est le fils de Jordan Gatling, fermier et inventeur. Il invente à l'âge de 21 ans un nouveau mécanisme de propulsion pour les bateaux à vapeur, mais qui avait déjà été breveté par John Ericsson. Il travaille comme pêcheur, greffier, enseignant, et même magasinier. En ouvrant sa propre boutique, il inventa un semoir à blé, et la rentabilise pour l'exploiter financièrement. À partir de 1845, il en tire suffisamment de bénéfices pour se consacrer à plein temps à sa commercialisation et sa vente.
En 1850, Gatling obtient son doctorat au Ohio Medical College mais est plus intéressé par sa carrière d'inventeur que par la pratique de la médecine. Il invente en 1861 la mitrailleuse Gatling après avoir remarqué que la majorité des morts de la guerre de Sécession étaient dues aux infections plutôt qu'aux tirs eux-mêmes. Il fonde la Gatling Gun Company à Indianapolis en 1862. La société fusionnera avec Colt Firearms en 1897.
Il écrit en 1877 :

« Il m'est apparu que si je pouvais inventer une machine — une arme — qui par sa cadence de tir, permettrait à un homme de faire autant de dégâts qu'une centaine, alors elle allait largement supplanter le besoin de grandes armées, et par conséquent, la vulnérabilité aux guerres et aux maladies allait être grandement diminuée. »

— Paul Wahl and Don Toppel, The Gatling Gun, Arco Publishing, 1971.
Entretemps, il développa le dispositif, et en testant avec quelques améliorations, il inventa des mitrailleuses à moteur électrique de taille variable. Des versions modernes de celles-ci furent introduites dans l'aviation dans la deuxième moitié du XXe siècle, et dans quelques unités terrestres. Le modèle Gatling actionné manuellement fut déclaré obsolète par l'Armée Américaine en 1911.
Dans les années suivantes, il brevette de nouvelles inventions liées aux sanitaires, aux vélos, au nettoyage à vapeur de la laine brute, à l'énergie pneumatique et à de nombreux autres domaines. Mondialement reconnu, il est élu à la tête de l'Association Américaine des Inventeurs et Industriels en 1891, pour une durée de 6 ans. Bien que toujours riche à sa mort, il a perdu de grandes fortunes dans de mauvais investissements.
Dans les dernières années de sa vie, Gatling s'installe à Saint Louis (Missouri) pour fonder une nouvelle société pour construire ses charrues à vapeur, ou tracteurs comme on les appellerait aujourd'hui. Alors qu'il était à New York pour parler avec son agence de brevets et rendre visite à sa fille, Richard Jordan Gatling mourut chez cette dernière le 26 février 1903. Il est enterré au célèbre cimetière national de Crown Hill à Indianapolis.